# 本田みちこ
本田 みちこ（ほんだ みちこ、1952年7月24日 - ）は、日本の女優。1970年代に東宝系の映画に出演した。

## 経歴
東京都江戸川区出身。
和洋女子大学附属国府台女子高等学校在学中に、電車の中でスカウトされ、庄司薫原作の東宝映画『白鳥の歌なんか聞えない』の主人公の恋人役の公募に応募し、2500名の中から選ばれて映画デビューした。
映画の公開前から、アシスタントなどとしてテレビにも露出し、テレビ・ドラマ『新・だいこんの花』にも出演した。
1973年、エランドール賞新人賞を受賞した。

## フィルモグラフィ
- 白鳥の歌なんか聞えない、1972年
- 影狩り、1972年
- 狼の紋章、1973年
- ザ・ゴキブリ、1973年
- 喜劇 だましの仁義、1974年
- 陽のあたる坂道、1975年
- おしゃれ大作戦、1976年
- 激突!若大将、1976年
- 恋の空中ぶらんこ、1976年

## 主なテレビ番組
- 気になる嫁さん 第29話「二人だけの秘密」（1972年5月10日 NTV / ユニオン映画） - 森崎すみれ
- 飛び出せ!青春 第27話「犬も歩けば恋に当る!」（1973年10月22日、日本テレビ / 東宝 / テアトル・プロ）- 江川清子(江川教頭の一人娘)
- 荒野の用心棒 第33話「反逆の牙は暁を裂いて…」（1973年11月13日、NET / 三船プロ） - お美代
- 夜明けの刑事 第9話「襲われた女家族」（1974年11月27日、TBS / 大映テレビ） - 杉本ちかこ 役